# Glorious Mind
『Glorious Mind』 (グロリアス マインド) là đĩa đơn thứ 43 của ZARD, được phát hành ngày 12 tháng 12 năm 2007 dưới hãng đĩa B-Gram RECORDS. Đĩa đứng hạng 2 trong tuần trên bảng xếp hạng đĩa đơn của Oricon. Nó được xếp hạng trong 10 tuần và đã bán được 84.027 bản.

## Danh sách bài hát
Tất cả bài hát được viết lời bởi Izumi Sakai và biên khúc bởi Takeshi Hayama
1. Glorious Mind (グロリアス マインド?)
Nhạc: Aika Ohno
2. Sagashi ni ikou yo (探しに行こうよ?) (phiên bản 2007)
Nhạc: Akihito Tokunaga
3. Ai wo Shinjiteitai (愛を信じていたい?) (phiên bản 2007)
Nhạc: Akihito Tokunaga
4. Glorious Mind  (Instrumental)[3]